# Гребенев, Андрей Леонидович
Андрей Леонидович Гребенев (3 июня 1933, Москва — 9 июня 1995, Москва) — советский и российский врач-терапевт и гастроэнтеролог, преподаватель, профессор (1970), член-корреспондент РАМН (1993), заслуженный деятель науки РФ (1993), лауреат Государственной премии СССР (1979).

## Биография
Отец, Гребенев Леонид Иванович, 1905 года рождения, работал в Моссовете, 1 июля 1941 года вступил добровольцем в народное ополчение, в начале октября 1941 года в боях под Москвой погиб. Его брат А. И. Гребенев — один из первых военных лётчиков, испытатель самолётов (был командиром эскадрильи у Валерия Чкалова), генерал-лейтенант ВВС СССР, сыграл большую роль в становлении характера Андрея Гребенева.
Мать, Гребенева (Дрейер) Елена Николаевна, принадлежала к одной из старейших врачебных династий России, что во многом определило выбор Гребеневым будущей профессии.
Его сын, Гребенев Сергей, — астрофизик, дочь, Якубенко (Гребенева) Татьяна, — математик.

## Образование и деятельность
В 1957 году окончил Лечебный факультет 1-го ММИ им. И. М. Сеченова.
На протяжении последующих 2,5 лет работал в Государственном НИИ авиационной и космической медицины, сначала на должности врача-лаборанта, потом — младшего научного сотрудника.
Участвовал в подготовке и организации экспериментов на борту космического корабля во время первых полётов животных. Вместе с О. Г. Газенко установил истинную причину гибели собаки Лайки во время полёта.
В 1959 году Гребенев перешёл на работу участковым терапевтом объединённой городской больницы № 21 г. Москвы. Здесь он получил опыт работы непосредственно с больными широкого круга заболеваний (в том числе неврологических, хирургических и др.)
В 1962 году поступил в аспирантуру при кафедре пропедевтики внутренних болезней Лечебного факультета 1-го ММИ им. И. М. Сеченова. Досрочно её окончил и в 1964 году успешно защитил кандидатскую диссертацию. В дальнейшем работал на этой кафедре ассистентом, затем доцентом. Доктор медицинских наук (1969). В 1970 году избран профессором, а в 1987 г. — заведующим кафедрой.
Как клиницист, учёный и педагог Гребенев сформировался под непосредственным руководством академика Академии медицинских наук СССР В. Х. Василенко. Именно Василенко предложил ему начать исследования такой малоизученной в то время области, как диагностика и консервативное лечение заболеваний пищевода. Гребенев ввел в клиническую практику методы исследования двигательной функции пищевода, позволившие ему разработать принципиальные вопросы диагностики и лечения дискинезий пищевода. Был пионером исследования и нехирургического лечения ахалазии кардии. Выполнил фундаментальные исследования патофизиологических и клинических аспектов грыж пищеводного отверстия диафрагмы и гастроэзофагеальной рефлюксной болезни. В 1979 г. за цикл фундаментальных работ, посвященных исследованию вопросов клиники, диагностики и терапевтического лечения заболеваний пищевода Василенко и Гребенев были удостоены премии имени Н. Д. Стражеско АМН СССР.
Гребенев много занимался изучением проблем хронического гастрита и язвенной болезни, хронического панкреатита, актуальных вопросов гепатологии.
Помимо руководства кафедрой в 1987—1995 годах Гребенев руководил Клиникой пропедевтики внутренних болезней, гастроэнтерологии и гепатологии им. В. Х. Василенко, был председателем правления Ассоциации научных обществ гастроэнтерологов СНГ, заместителем председателя правления Московского городского научного общества терапевтов, заместителем главного редактора журнала «Клиническая медицина». Под его руководством защищено более 50 кандидатских и докторских диссертаций.
Скоропостижно скончался 9 июня 1995. Похоронен на Преображенском кладбище.

### Научные труды
Автор более 360 научных работ, более 50 статей в Большой и Малой медицинских энциклопедиях.
Автор известного учебника по пропедевтике внутренних болезней, выдержавшего 11 изданий и переведённого на ряд иностранных языков:
- Пропедевтика внутренних болезней: Учебник для студентов мед. институтов, М.: Медицина, 1974, 1982, 1989, 1995, 2001, 2009, 2016, М.: Умный доктор, 2021, 2022, 2024 (В. Х. Василенко, А. Л. Гребенев).

Также автор учебников, монографий, справочников:
- Болезни пищевода, М.: Медицина, 1971 (В. Х. Василенко, А. Л. Гребенев, М. М. Сальман).
- Ахалазия кардии, М.: Медицина, 1976 (В. Х. Василенко, Т. А. Суворова, А. Л. Гребенев).
- Грыжи пищеводного отверстия диафрагмы, М.: Медицина, 1978 (В. Х. Василенко, А. Л. Гребенев).
- Болезни желудка и двенадцатиперстной кишки, М.: Медицина, 1981 (В. Х. Василенко, А. Л. Гребенев).
- Лекарственные средства, применяемые в гастроэнтерологии, М.: Медицина, 1981 (В. Г. Кукес, А. Л. Гребенев, Е. А. Федоров, под ред. С. И. Золотухина)
- Язвенная болезнь, М.: Медицина, 1987 (В. Х. Василенко, А. Л. Гребенев, А. А. Шептулин).
- Основы общего ухода за больными: Учебное пособие, М.: Медицина, 1991, 1999 (А. Л. Гребенев, А. А. Шептулин, А. М. Хохлов).
- Непосредственное исследование больного, М.:МЕДпресс-информ, 1992, 1999, 2010 (А. Л. Гребенев, А. А. Шептулин).
- Болезни кишечника, М.: Медицина, 1994 (А. Л. Гребенев, Л. П. Мягкова).
- Руководство по гастроэнтерологии, том 1: Болезни пищевода и желудка, М.: Медицина, 1995 (ред. Ф. И. Комаров, А. Л. Гребенев, А. А. Шептулин).
- Руководство по гастроэнтерологии, том 2: Болезни печени и билиарной системы, М.: Медицина, 1995 (ред. Ф. И. Комаров, А. Л. Гребенев).
- Руководство по гастроэнтерологии, том 3: Болезни поджелудочной железы, кишечника, системные заболевания с нарушением функций пищеварительного тракта, М.: Медицина, 1996 (ред. Ф. И. Комаров, А. Л. Гребенев).